# Wilhelm Hulderich Waldschmidt
Wilhelm Hulderich Waldschmidt (auch Wilhelm Ulrich Waldschmidt, * 12. Januar 1669 in Gießen; † 12. Januar 1731 in Kiel) war ein hessischer Mediziner, Leibarzt des Herzogs von Holstein und Professor für Anatomie und Botanik an der Universität Kiel.

## Leben
Wilhelm Hulderich Waldschmidt war ein Sohn des Mediziners Johann Jakob Waldschmidt und studierte unter anderem an den Universitäten Marburg, Gießen und Zürich Medizin und Naturwissenschaften. 1690 wurde er promoviert und nach Studienreisen durch die Niederlande und England Arzt der hessischen Truppen.
1691 folgte er dem Ruf als ordentlicher Professor der Anatomie und Botanik an die Universität Kiel. Seit 1693 lehrte er Experimentalphysik und seit 1723 Gerichtsmedizin. Im Jahr 1730 war er Prorektor der Universität Kiel.
Am 25. Juni 1698 wurde Wilhelm Hulderich Waldschmidt mit dem Beinamen Diocles I. als Mitglied (Matrikel-Nr. 234) in die Leopoldina aufgenommen.
Waldschmidt war mit Margaretha Dorothea Major, der Tochter des Universalgelehrten Johann Daniel Major verheiratet. Der Rechtswissenschaftler Johann Wilhelm Waldschmiedt (war sein Stiefbruder).